# Surfista Prateado
Surfista Prateado (em inglês:  Silver Surfer), codinome de Norrin Radd, é um super-herói das histórias em quadrinhos norte-americanas da Marvel Comics. Teve sua primeira aparição na revista Fantastic Four #48, em 1966, sendo retratado como um vilão. Foi criado por Jack Kirby.

## Criação
O Surfista Prateado surgiu pela primeira vez no arco de histórias em quadrinhos do Quarteto Fantástico conhecido como "A Trilogia de Galactus", que estava sendo preparado para comemorar a 50ª edição da revista Fantastic Four. Como de costume, Stan Lee escreveu o argumento e passou para Jack Kirby. Nesse primeiro momento, não havia qualquer menção ao personagem. Quando Kirby apresentou os desenhos para que Lee colocasse os diálogos e demais finalizações, o autor notou que havia sido incluída a figura de um ser que voava em uma prancha de surfe. Kirby justificou o personagem alegando que um ser tão poderoso como Galactus deveria ter um arauto. E perguntado sobre o porquê de uma prancha, o artista afirmou estar cansado de desenhar naves espaciais. Lee de imediato gostou da ideia, e acabou por achar que o desenho do personagem o dava uma postura nobre, passando a desenvolvê-lo nesse sentido. O Surfista apareceu em outras histórias do Quarteto, chamando a atenção de Alicia Masters, a namorada cega do Coisa. Depois enfrentaria o Doutor Destino e participaria de uma aventura do Hulk, até que Lee resolvesse lançar uma revista tendo ele como o herói principal.

## História
A história de sua origem remonta a Galactus, o devorador de mundos, uma das maiores forças do Universo Marvel.
Na primeira série da revista própria do herói foi contada a saga do Surfista, que antes de se tornar o Surfista Prateado era conhecido apenas como Norrin Radd, um nobre astrônomo que vivia no planeta Zenn-La, Sistema Deneb, Via Láctea. Ele achava que o seu planeta havia perdido o rumo quando parou de explorar. Quando o Devorador de mundos chegou a seu planeta, em uma atitude desesperada para salvar seu planeta e seu povo, Norrin se ofereceu para servir eternamente a Galactus como seu arauto. A barganha funcionou, e então o vilão concedeu-lhe uma pequena fração de seus poderes e poupou Zenn-La e todos os seus habitantes. Norrin Radd foi condenado a vagar pelo Universo à procura de planetas que pudessem satisfazer a fome de seu mestre.
Os poderes enormes concedidos, uma película prateada sob a pele e um veículo espacial similar ao formato de uma prancha de surfe - modelada a partir de uma fantasia de infância de Radd - o permitem vaguear pelo cosmos, sempre buscando por novos mundos para que Galactus os consuma.
Rebatizado agora de Surfista Prateado, como arauto de Galactus, surfando pelo cosmos em sua prancha de prata. Assim foi sua vida até chegar a Terra, um planeta que ele percebeu ser habitado mas que não conseguiu livrar de Galactus, que não queria mais esperar para se alimentar. Na Terra, ele conheceu o Quarteto Fantástico e, comovido pela nobreza dos seres humanos que insistiram em continuar numa luta que considerava perdida, aliou-se a eles contra a entidade cósmica. E assim conseguiu expulsa-lo do planeta, ao lado do Quarteto e com a ajuda do Vigia.
Como punição por sua traição, o devorador de mundos cria uma barreira invisível na atmosfera, o deixando aprisionado na Terra. Nesse ponto alguns citam a história bíblica de Lúcifer, o anjo caído, como a inspiração de Lee.
Posteriormente, o Quarteto Fantástico conseguiu fazer com que o Surfista ficasse livre de seu confinamento. Desde então, ele vagou pelo espaço, numa mistura de aventureiro e filósofo cósmico. Tremendamente honrado, o Surfista não hesita em lutar contra as injustiças das quais toma conhecimento, já tendo ajudado os heróis da Terra em muitas ocasiões, desde a sua libertação.

## Poderes e habilidades
O Surfista Prateado detém o Poder Cósmico, que o permite absorver e manipular as energias cósmicas ambientais do universo. Pode aumentar sua força a níveis incalculáveis, e é quase indestrutível. Pode viajar pelo espaço sideral, o hiperespaço e através de barreiras dimensionais. Pode voar em velocidades praticamente ilimitadas em sua prancha, em algumas ocasiões incorporando o hiperespaço quando excede a velocidade da luz. Ele também já provou ser capaz de viajar no tempo em algumas ocasiões. O Surfista não precisa comer, beber, respirar nem dormir, sendo sustentado inteiramente pelo poder cósmico. É imune aos extremos da temperatura e à maioria das radiações. Pode sobreviver em ambientes do vácuo tais como o espaço sideral e o hiperespaço. Pode canalizar, analisar e manipular a matéria, energia e reestruturar ou animar a matéria conforme sua vontade, até transmutar elementos. Pode curar seres vivos (embora não possa ressuscitar os mortos), e provou ser capaz de revitalizar ou de evoluir a vida orgânica em escala planetária. Pode alterar seu próprio tamanho ou de outra matéria, criar ilusões, disparar rajadas de energia, formar e manipular construtos de energia, manipular a gravidade, absorver e descarregar a maioria das formas da energia, atravessar matéria sólida. Seus sentidos permitem-no detectar objetos e energias a anos-luz de distância, e de perceber a matéria e a energia a nível subatômico; pode até mesmo ver através do tempo e, concentrado, pode conseguir percepção limitada de eventos passados e futuros em sua vizinhança geral. O Surfista demonstrou habilidade telepática por algumas vezes e provou ser capaz de influenciar em escala planetária a emoção e a sensação dos humanos. O Surfista já demonstrou resistência a manipulação de sua alma e já foi capaz de atacar a alma de outros seres. Ele também possui a consciência cósmica, que é a capacidade de perceber e sentir alterações, mudanças ou distúrbios que estejam ocorrendo em qualquer lugar do universo.[carece de fontes?]

## Publicações
A Marvel lançou a primeira revista solo do herói em 1968, um trabalho de Stan Lee e do desenhista John Buscema. Os roteiros mostravam um herói pacifista e nobre, preocupado com as guerras e com o destino da Terra. Causou estranheza aos leitores da Marvel da época, habituados com personagens violentos e anti-heróis como o Hulk ou o Marvel; e a revista acabou por ser cancelada após dezoito números; menos de dois anos depois de ser criada.
A partir de 1971, o Surfista Prateado viveria algumas aventuras com o recém-formado grupo de super-heróis chamado de Defensores. Compunham originariamente esse grupo Namor, Hulk e Doutor Estranho.
No ano de 1978, Stan Lee e Jack Kirby produziram a graphic novel Silver Surfer: Ultimate Cosmic Experience, revisitando a relação do Surfista com Galactus.
Em 1982, foi lançada uma edição one-shot, com roteiro e arte de John Byrne, e script feito por Stan Lee. Na sua segunda série solo, escrita por Steve Englehart, o Surfista foi enfim libertado de sua prisão na Terra, e passou a vagar pelo universo infinito, interagindo com diversos personagens cósmicos, inclusive se envolvendo na Guerra Kree-Skrull. Depois de Englehart abandonar a revista, Jim Starlin assume os roteiros na edição 34, e mostra Norrin Radd descobrindo que Galactus modificou sua alma e mente quando o transformou no Surfista, o tornando frio e sem emoções, até que ele chegasse a Terra e conhecesse a humanidade. No número 49, Ron Marz passa a ser o roteirista, permanecendo até a edição 102. Marz também escreveu um crossover em que o Surfista se encontra com o Lanterna Verde (Kyle Rayner). A segunda série da revista durou até a edição 146, de 1998.
Entre 1988 e 1989, foi o protagonista da minissérie Parábola, uma rara incursão do desenhista francês Moebius no mundo dos quadrinhos de super-heróis. A saga foi escrita por Stan Lee e publicada no selo Epic, sendo premiada com o Eisner de Melhor série limitada. Segundo Brian Nelson na revista Marvel Age,  partiu de Lee a ideia da história, em uma conversa durante um almoço com o quadrinista francês.
O personagem só voltaria a ter uma série regular em 2003, escrita por Dan Chariton e Stacy Weiss. A história mostrava o Surfista de volta à Terra, e teve apenas catorze edições. Em 2006, durante a saga Aniquilação, ele voltou a ser arauto de Galactus, com o intuito de conseguir a sua ajuda para deter o vilão Aniquilador.
Uma minissérie do Surfista Prateado, intitulado Requiem, foi lançada em 2007, escrita por J. Michael Straczynski. Nessa saga, publicada no Brasil no final de 2008, ele descobre que está morrendo. Depois de saber, por Reed Richards, que o processo é fatal e irreversível, ele empreende a longa viagem de volta a Zenn-La, onde encontra sua amada Shalla-Bal. Por fim, recebe homenagens de toda a população do planeta e a presença de Galactus.
Em 2014, o personagem voltou a ter um título próprio, com roteiros de Dan Slott e desenhos de Mike Allred. Em 2016, a história "Never After", contida na edição onze da série, ganhou um Eisner Award de Melhor história/edição única.

## Em outras mídias
O Surfista Prateado já foi citado em diversas obras da cultura pop. Nos anos 1980 virou um personagem "cult" ao ser citado em fala do ator Richard Gere em Breathless, refilmagem americana do filme francês À bout de souffle. O álbum Surfing with the Alien, do guitarrista Joe Satriani, tem como capa uma ilustração do personagem.

### Cinema
Nos anos 1970, o produtor Lee Kramer adquiriu os direitos para o cinema do personagem, e tentou desenvolver um filme solo do Surfista Prateado. Sua namorada na época, Olivia Newton-John, interpretaria Ardina, uma personagem criada por Jack Kirby e Stan Lee numa graphic novel de 1978 produzida sob encomenda de Kramer. O produtor chegou a procurar Paul McCartney para criar a trilha sonora, entretanto, o filme nunca chegou a ser produzido, de fato.
Em 2007 foi interpretado por Doug Jones, com voz de Laurence Fishburne, no filme Fantastic Four: Rise of the Silver Surfer.
O filme de 2025 The Fantastic Four: First Steps tem uma Surfista Prateada, Shalla-Bal, tradicionalmente a namorada de Norin Radd, interpretada por Julia Garner.

### Desenhos animados
- Teve uma participação em Os Quatro Fantásticos, no episódio que adapta o arco da "Trilogia de Galactus".[3]
- Em Quarteto Fantástico (série de TV animada, 1994).[3]
- Estrelou uma série própria em 1998 de curta duração, que misturou o cel e a animação de computador.[3]
- Ele aparece várias vezes em Esquadrão de Heróis exibido na Disney XD.[16]

### Videogames
- No jogo Marvel Snap (2022), para smartphone e PC Windows, Surfista Prateado é uma carta estratégica que aumenta o poder de todas as cartas na mesa de custo 3.
- No jogo Marvel Ultimate Alliance, o Surfista Prateado é jogável em todas as plataformas, sendo que seu ataque extremo é o Galactic Might e suas roupas são: Power Surge, Silver Age, Vitality e Heavy Damage.
- No jogo Marvel Super Hero Squad é um personagem jogavel em todos os videogames disponíveis para este jogo, tem várias habilidades, atira raios cósmicos e voa.
- No jogo Fantastic Four The Rise Of Silver Surfer também aparece.
- No jogo Marvel Super Hero Squad: The Infinite Gauntlet é um personagem jogável para todos os consoles.
- Há um jogo homônimo do personagem para o console NES, Silver Surfer, um jogo de tiro tanto em scroll vertical ou horizontal semelhante a jogos de nave.
- É um personagem jogável nos jogos para dispositivos móveis Marvel Contest of Champions, Marvel Strike Force e Marvel Puzzle Quest.